# Una educación parisina
Una educación en París (título en francés: Mes provinciales, título internacional: A Paris Education) es una película dramática francesa de 2018 dirigida por Jean-Paul Civeyrac. Se proyectó en la sección Panorama del 68.º Festival Internacional de Cine de Berlín.

## Reparto
- Andranic Manet como Etienne
- Diane Rouxel como Lucie
- Jenna Thiam como Valentina
- Gonzague Van Bervesseles como Jean-Noël
- Corentin Fila como Mathias